# 出雲市立多伎中学校
出雲市立多伎中学校（いずもしりつたきちゅうがっこう）は、島根県出雲市にある公立中学校。

## 沿革
- 1947年（昭和22年）4月 - 開校（田儀、田岐、久村、各小学校に併設）
- 1953年（昭和28年）8月 - 岐久中学校統合校舎竣工（現在地）
- 1958年（昭和33年）4月 - 岐久村、田儀村合併により多伎村立多伎中学校開校 ／ 5月 - 校歌制定
- 1959年（昭和34年）9月 - 校訓（誠実、敬愛、自主）の設定
- 1969年（昭和44年）11月 - 町制施行により多伎町立多伎中学校と改称
- 1985年（昭和60年）3月 - 校舎改築、新校舎（鉄筋4階建）竣工
- 1986年（昭和61年）2月 - 屋体竣工 ／ 4月 - 校庭拡張整備
- 1989年（平成元年）5月 - 全国海岸協会功労者表彰を受ける
- 1992年（平成4年）11月 - コンピュータ教室新築
- 2001年（平成13年）4月 - フィンランドのカラヨキ市、カラヨキ総合学校との交流が始まる
- 2005年（平成17年）3月 - 二市四町合併により出雲市立多伎中学校と改称

## 校区
- 校区は、多伎小学校の通学区域となっている。

## 部活動

### 文化系
- 吹奏楽部

### 体育系
- バレー部
- 野球部